# Орлов, Василий Иванович (историк)
Василий Иванович Орлов (20 июля 1880, Солнечная гора, Клинский уезд, Московская губерния, Российская империя — 1943) — русский и советский историк и краевед.

## Биография
Родился 20 июля 1880 года в Солнечной горе (ныне — село вошло в состав Солнечногорска) в семье земского врача. Являлся племянником учёного-статиста Василия Орлова. Учился в московских гимназиях № 5 и 7, а затем поступил на естественное отделение Московского университета. В 1902 году за участие в студенческом социал-демократическом движении был арестован с отчислением из университета и отправлен в ссылку в Восточную Сибирь. С 1903 по 1904 год находился в Париже. В 1905 году был восстановлен в качестве студента, но вскоре отправлен в новую ссылку в Якутию на 6 месяцев с повторным отчислением, что привело к подрыву его здоровья. После возвращения его из ссылки он устроился на работу в Московскую организацию РСДРП(б), но власть не позволила ему работать и подготовила к отправке в новую ссылку на 9 лет. После разгрома Царского режима и в годы становления РСФСР он возвратился в Москву и устроился на работу в должности экономического отдела Моссовета, также работал в художественном подотделе МОНО. Секретарь редакции журнала «Историк-марксист» и Общества историков-марксистов (ОИМ).
Скончался в 1943 году во время возвращения из эвакуации. Похоронен на одном из кладбищ Московской области.